# Го Шуан
Го Шуан (кит. 郭爽, піньїнь: Guō Shuǎng, 26 лютого 1986) — китайська велогонщиця, олімпійська медалістка.

## Виступи на Олімпіадах
| Олімпіада   | Дисципліна       | Місце |
| ----------- | ---------------- | ----- |
| Пекін 2008  | спринт           | 3     |
| Лондон 2012 | кейрін           | 2     |
| Лондон 2012 | командний спринт | 2     |
| Лондон 2012 | спринт           | 3     |